# Keopuolani
Keopuolani, född 1778, död 16 september 1823, var en drottning av kungariket Hawaii; den högsta rankade gemålen till kung Kamehameha I. Hon var dotter till kung Kīwalaʻō av Hawaii (död 1782) och drottning Kekuiapoiwa Liliha.

## Biografi
År 1790 attackerades ön Maui av hennes fars kusin Kamehameha, och Keopuolani tillfångatogs tillsammans med sin farmor/mormor Kalola och många andra prinsessor. Kalola förlovade då Keopuolani med Kamehameha som ett tecken på att hon erkände hans anspråk som monark över Maui, och vigseln ägde rum 1795. Äktenskapet förenade Kamehamehas dynasti med Mauis dynasti och Hawaiis ursprungliga dynasti. 

### Drottning
Keopuolani härstammade från många generationer av kungliga äktenskap mellan halvsyskon och betraktades därför som en helig person, en innehavare av kapu moe. Många tabun omgav hennes person; icke adliga personer förväntades falla ned på mage inför henne, och de som rörde hennes skugga kunde dömas till döden. Som person beskrivs Keopuolani som godhjärtad, älskvärd och charmerande i kontrast till sin make. Hon följde själv strikt tabuföreskrifterna, men krävde aldrig att de som bröt mot dem skulle bestraffas enligt föreskrifterna, och personer som drabbats av makens fiendskap sökte ofta hennes beskydd. Kamehameha kallade sina barn med henne för sina barnbarn. De hade högst status av hans barn och de enda som betraktades som heliga, vilket demonstrerades genom att han lät dem sitta på honom som små. Keopuolani bröt mot traditionen genom att själv uppfostra sin dotter. 

### Senare liv
Då hennes make dog 1819 besteg hennes son Kamehameha II tronen. Hon gifte om sig med prins Ulumaheihei Hoapili, en tidigare vän till hennes man. Keopuolani deltog inte i politiken som kungamoder men stödde makens andra änka, sonens medregent Kaahumanu i hennes reformarbete. Tillsammans med denna bröt hon det hawaiianska tabusystemet genom att delta i en måltid med sin son; det var tabu för könen att äta tillsammans, men då de på detta sätt bevisade att de inte bestraffades av gudarna, kollapsade tron på tabut. Samtidigt kom de kristna missionärerna till Hawaii 1820, och Keopuolani konverterade till kristendomen. Hon klädde sig i västerländska kläder och lärde sig att läsa och skriva. I mars år 1823 förklarade hon offentligt att den kungliga seden med månggifte skulle upphöra. Hon döptes vid dödsbädden på egen begäran av den engelske missionären William Ellis och tog namnet Harriet efter dennes fru.  